# Rudy Rinaldi
Rudy Rinaldi (ur. 18 sierpnia 1993 w Monako) – monakijski bobsleista, trzykrotny olimpijczyk (2014, 2018, 2022), brązowy medalista igrzysk olimpijskich młodzieży.
Był chorążym reprezentacji Monako na ceremonii zamknięcia Zimowych Igrzysk Olimpijskich 2014 oraz otwarcia Zimowych Igrzysk Olimpijskich 2018.

## Udział w zawodach międzynarodowych
| Impreza                        | Rok        | Gospodarz            | Konkurencja | Miejsce |                      |      |       |        |     |
| ------------------------------ | ---------- | -------------------- | ----------- | ------- | -------------------- | ---- | ----- | ------ | --- |
| Impreza                        | Rok        | Gospodarz            | Konkurencja | Miejsce | Igrzyska olimpijskie | 2014 | Soczi | dwójki | DNS |
| 2018                           | Pjongczang | dwójki               | 19.         |         | Igrzyska olimpijskie |      |       |        |     |
| 2022                           | Pekin      | dwójki               | 6.          |         | Igrzyska olimpijskie |      |       |        |     |
| Mistrzostwa świata             | 2015       | Winterberg           | dwójki      | 22.     |                      |      |       |        |     |
| Mistrzostwa świata             | 2016       | Innsbruck            | dwójki      | 18.     |                      |      |       |        |     |
| Mistrzostwa świata             | 2017       | Schönau am Königssee | dwójki      | 10.     |                      |      |       |        |     |
| Mistrzostwa świata             | 2017       | Schönau am Königssee | czwórki     | 17.     |                      |      |       |        |     |
| Mistrzostwa świata             | 2019       | Whistler             | dwójki      | 9.      |                      |      |       |        |     |
| Mistrzostwa Europy             | 2016       | Sankt Moritz         | dwójki      | 14.     |                      |      |       |        |     |
| Mistrzostwa Europy             | 2017       | Innsbruck            | dwójki      | 17.     |                      |      |       |        |     |
| Mistrzostwa Europy             | 2017       | Innsbruck            | czwórki     | DNS     |                      |      |       |        |     |
| Mistrzostwa Europy             | 2019       | Schönau am Königssee | dwójki      | 15.     |                      |      |       |        |     |
| Mistrzostwa Europy             | 2019       | Schönau am Königssee | czwórki     | 7.      |                      |      |       |        |     |
| Mistrzostwa Europy             | 2020       | Winterberg           | czwórki     | 14.     |                      |      |       |        |     |
| Mistrzostwa Europy             | 2022       | Sankt Moritz         | dwójki      | 16.     |                      |      |       |        |     |
| Mistrzostwa świata juniorów    | 2012       | Innsbruck            | dwójki      | 23.     |                      |      |       |        |     |
| Mistrzostwa świata juniorów    | 2013       | Innsbruck            | dwójki      | 12.     |                      |      |       |        |     |
| Mistrzostwa świata juniorów    | 2014       | Winterberg           | dwójki      | 11.     |                      |      |       |        |     |
| Mistrzostwa świata juniorów    | 2015       | Altenberg            | dwójki      | 4.      |                      |      |       |        |     |
| Mistrzostwa świata juniorów    | 2016       | Winterberg           | dwójki      | 4.      |                      |      |       |        |     |
| Igrzyska olimpijskie młodzieży | 2012       | Innsbruck            | dwójki      | 03 !    |                      |      |       |        |     |